# Northmavine

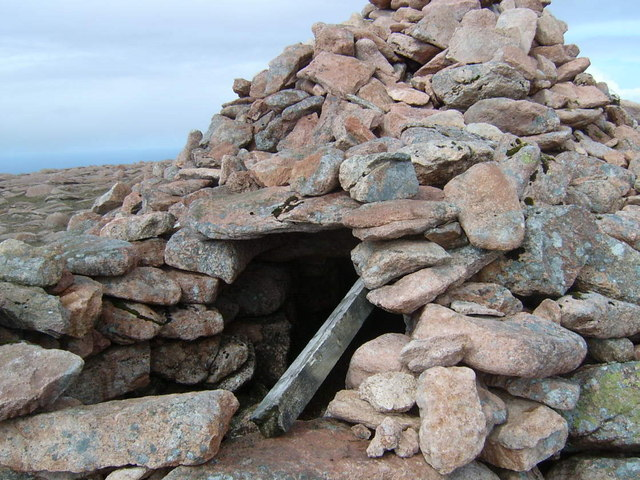
Les restes d'anciennes tours d'observations, de tumulus et de forts sont nombreux. Cette tombe du Néolithique se trouve sur Ronas Hill, point le plus haut des Shetland.

Northmavine est une presqu'île britannique de l'île de Mainland, dans l'océan Atlantique, relevant de l'archipel écossais des Shetland. 
Cette presqu'île se trouve au nord ouest de Mainland, et contient les villages de Hillswick, Ollaberry et North Roe. De nombreuses îles adjacentes sont rattachées à ce territoire administratif qui mesure 25 km par 13 km. Northmavine est reliée à Mainland uniquement par l'isthme de Mavis Grind. De nombreuses baies se découpent dans les côtes de la presqu'île, consistant principalement en de grands rochers abrupts ; il y a également sur la côte ouest de hautes falaises fissurées, pleines de cavernes, ainsi que des récifs, îlots et autres rochers marins. Peu des terres de cette presqu'île sont arables, le terrain étant élevé et ayant ainsi Ronas Hill, point culminant des Shetland. 